# Grotte Saint-Vincent
La grotte Saint-Vincent est une cavité naturelle située sur la commune du Castellard-Mélan dans le massif des Monges, département des Alpes-de-Haute-Provence.

## Toponymie
La cavité porte le nom d’un saint bien connu dans la région qui aurait fréquenté la grotte. Il existe une légende dans laquelle saint Vincent résista au Diable et le changea en serpent.
La grande salle d'entrée est un lieu extraordinaire qui frappe le visiteur par son volume inhabituel pour les Alpes-de-Haute-Provence. Ce volume de la salle a certainement contribué à la popularité de la légende de saint Vincent.

## Spéléométrie
La dénivellation de la grotte Saint-Vincent est de 37 m pour un développement de 120 m.

## Géologie
La cavité se développe dans les calcaires du Lias (Jurassique). 

## Archéologie
La grotte a fait l'objet de fouilles anciennes. En juin 1877, Hector Nicolas découvre un humérus d’ours perforé.

## Historique
La cavité est anciennement connue mais n'apparaît que tardivement dans la littérature. La grotte est visitée par les entomologistes Bedel et Simon en 1872, puis par Gustave Tardieu, Hector Nicolas, Jaubert, Pardigon, Giaud et Toesca en juin 1878. Au début du XXe siècle, Paul de Peyerimhoff y récolte une faune abondante. En 1954, Pierre Martel visite de la grotte. En 1974, la cavité est topographiée par Jacky Estublier.

## La légende de saint Vincent
D'après la tradition, saint Vincent, un prêtre venu d’Afrique au IVe siècle, venait prier dans cette grotte. Dans toute la Provence, ce saint, réputé pour ses dons de guérisseur, propageait la foi chrétienne. Il ne tarda pas à exaspérer le Diable qui se résolut à l’enfermer dans la grotte pour le faire mourir de faim. Mais saint Vincent résista, terrassa le démon et le changea en un serpent de pierre.
Autrefois, on avait l’habitude de montrer aux visiteurs des concrétions spectaculaires ou des endroits de la grotte en rapport avec cet épisode de la vie du saint. On trouve des concrétions au sol (bord de gours) évoquant un serpent, plus loin un puits où saint Vincent prenait l’eau. Certaines formes naturelles sont vues comme un four où il cuisait son pain, une cheminée où il se chauffait ou encore une empreinte de pied - le piayo - imprimé dans le sol lorsqu'il retint le rocher avec lequel le Diable tentait d’obstruer l’entrée de la grotte.
Jusqu'au début du XXe siècle, il existait à l’extérieur de la grotte une petite chapelle où les habitants de Mélan venaient en procession le dimanche de la Trinité.

## L'aménagement de la grande salle

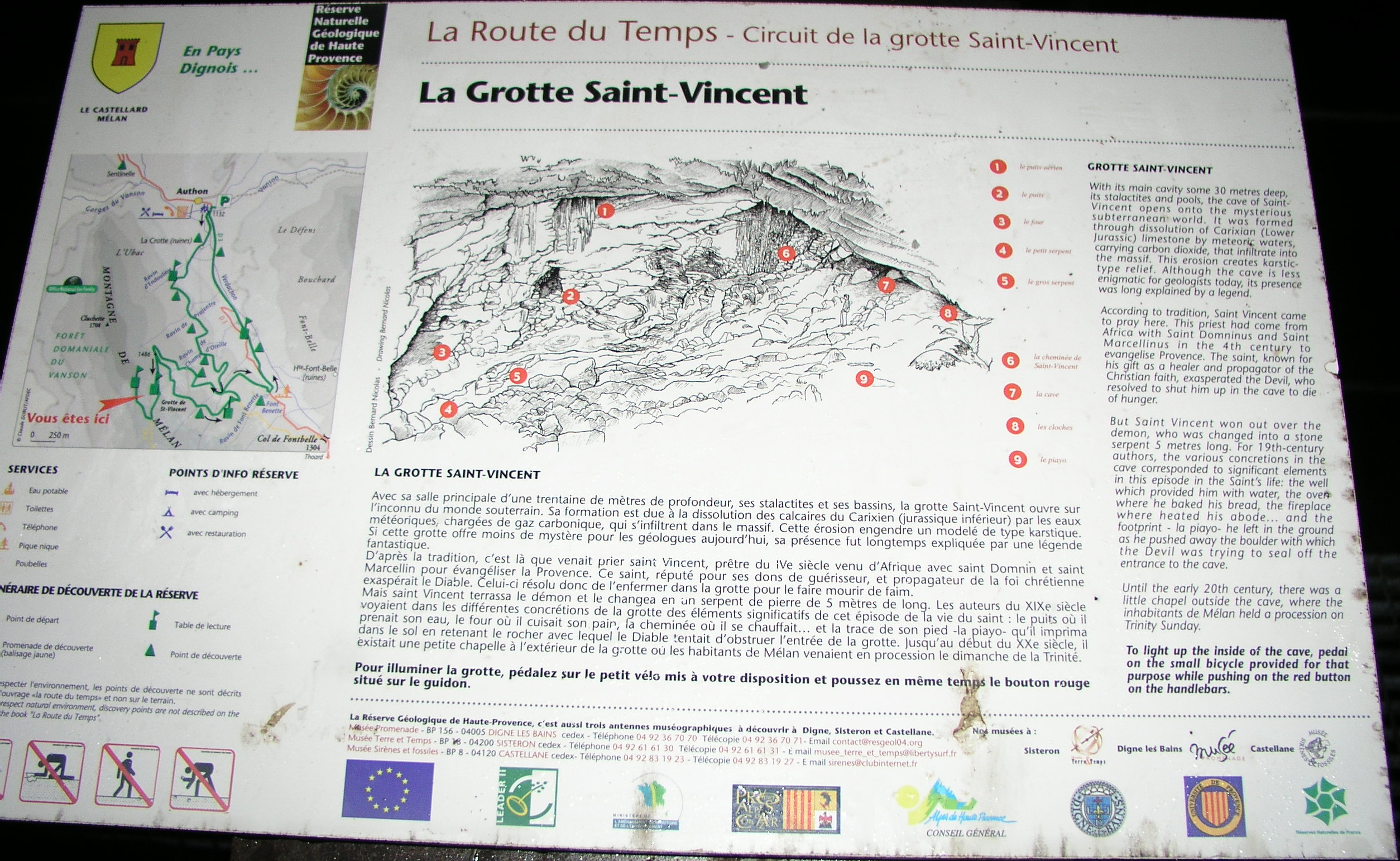
Panneau d'information dans la grotte Saint-Vincent (Le Castellard-Mélan).

Au début des années 2000, la grotte a fait l'objet d'un aménagement par la Réserve naturelle géologique de Haute Provence avec la création d'un escalier menant à une plateforme métallique qui sert de belvédère. Celui-ci domine la grande salle d'entrée qui peut être illuminée au moyen d'une dynamo de bicyclette fixée à la plateforme.